# Пеньонжковиці
Пеньонжковиці (пол. Pieniążkowice) — село в Польщі, у гміні Чорний Дунаєць Новотарзького повіту Малопольського воєводства.
Населення — 893 особи (2011).
У 1975-1998 роках село належало до Новосондецького воєводства.

## Демографія
Демографічна структура станом на 31 березня 2011 року:
|          | Загалом | Допрацездатний вік | Працездатний вік | Постпрацездатний вік |
| -------- | ------- | ------------------ | ---------------- | -------------------- |
| Чоловіки | 433     | 123                | 279              | 31                   |
| Жінки    | 460     | 96                 | 274              | 90                   |
| Разом    | 893     | 219                | 553              | 121                  |